# Cantulia
Cantulia war ein Markenname der Cantulia Neuerburg KG, eines Akkordeonherstellers mit Sitz in Siegburg.

## Geschichte

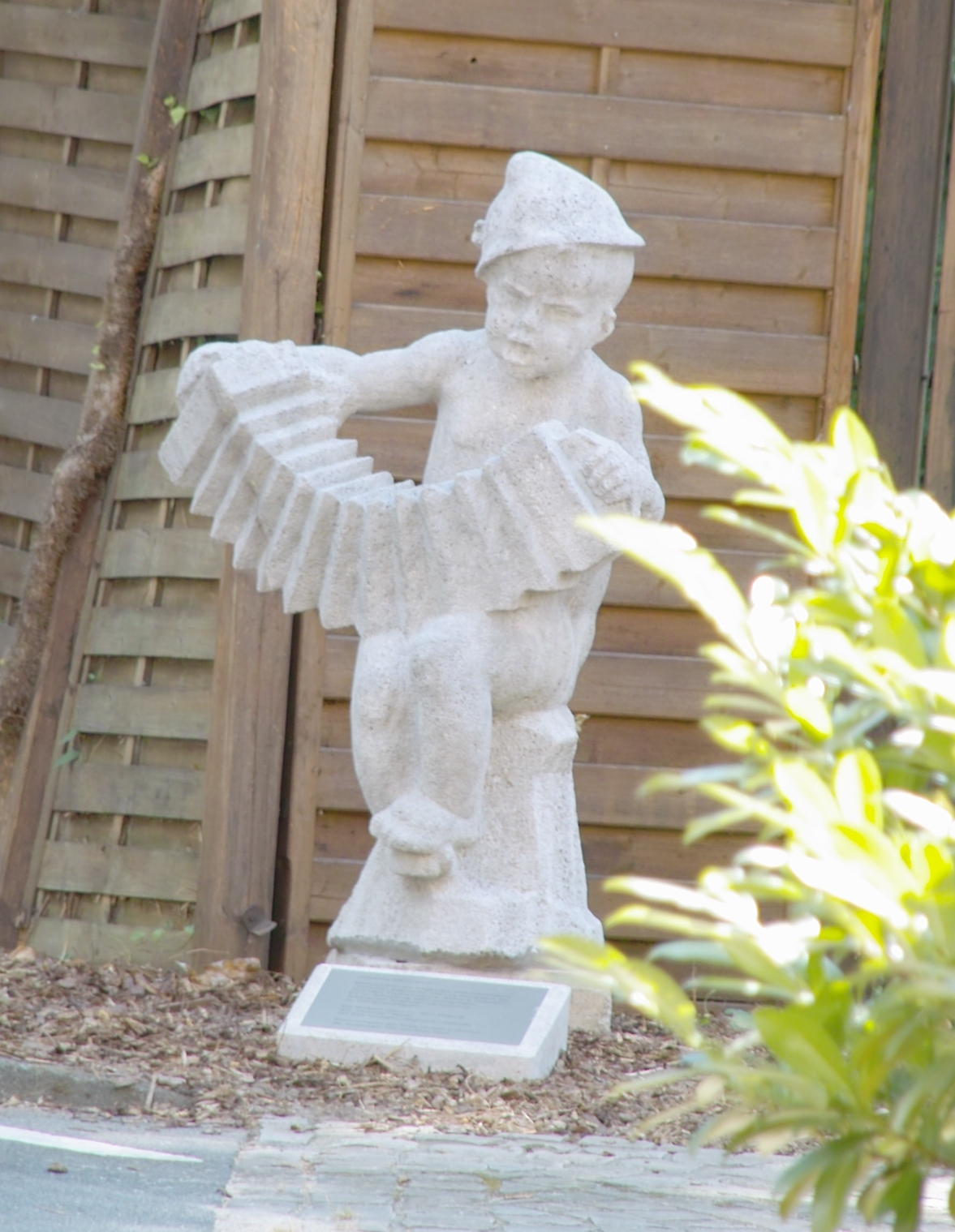
„Cantulia-Männchen“, Maskottchen des Unternehmens (aufgestellt in Siegburg)

Bereits ab 1912 fertigte das 1880 gegründete Instrumentenbau-Unternehmen Kahnt & Uhlmann im thüringischen Altenburg Akkordeons und Bandoneons unter dem Markennamen Kantulia. 1936 gründete Dr. Walter Neuerburg (1912 – 1986), der älteste Sohn des Zigarettenfabrikanten Heinrich Neuerburg, die Cantulia Neuerburg Kommanditgesellschaft und richtete eine Akkordeon-Fabrik in Siegburg ein. Eine Beteiligung  Am 1. Januar 1937 nahm der Betrieb in einem angemieteten Gebäude des heutigen Siegwerks, einer ehemaligen Kattunfabrik, die Produktion auf.
Um das Cantulia-Akkordeon leichter von Konkurrenzprodukten unterscheidbar zu machen, beauftragte Neuerburg den Berliner Designer O.H.W. Hadank mit dem Produktdesign. Das Ergebnis war ein unverwechselbares Chassis mit einem roten „C“ auf der c'-Taste. Die in hoher Qualität und Handarbeit gefertigten Akkordeons standen in direkter Konkurrenz zu jenen des Musikinstrumentenherstellers Hohner und waren wegen ihres hervorragenden Klanges sehr geschätzt. Weltweit verkauft, stieg die jährliche Stückzahl bis 1939 auf über 5000 Stück. Während des Zweiten Weltkriegs blieb die Fabrik geschlossen, doch mit Beginn des Wiederaufbaus wurde die Produktion wiederaufgenommen. Im Jahr 1953 produzierten 250 Mitarbeiter monatlich bis zu 1400 Akkordeons. Im gesamten Bundesgebiet entstanden Cantulia-Orchester. 1957 übernahm Hohner die Cantulia Neuerburg Kommanditgesellschaft und stellte den Betrieb zum 31. Dezember 1957 ein. Bis heute sind Cantulias gefragte Liebhaberinstrumente.